# Hans Zollner
Hans Zollner (Ratisbona, 19 novembre 1966) è un religioso, teologo e psicologo tedesco professore presso la Pontificia Università Gregoriana, Preside dell'Istituto di Antropologia (Studi interdisciplinari sulla dignità umana e sulla cura delle persone vulnerabili) e uno dei maggiori esperti mondiali nel campo della salvaguardia e della prevenzione degli abusi sessuali.

## Biografia
Zollner è nato a Ratisbona, in Germania, nel 1966 ed è entrato nella Gesuiti nel 1990. Ha studiato filosofia e teologia a Ratisbona e a Innsbruck. Ha conseguito il dottorato in teologia presso l’Università di Innsbruck e la Licenza in Psicologia presso l’Istituto di Psicologia della Pontificia Università Gregoriana a Roma. Zollner è psicoterapeuta con abilitazione.
Dal 2003 è docente presso l’Istituto di Psicologia della Pontificia Università. Dal 2010 al 2019 ha ricoperto il ruolo di Vice Rettore Accademico e Preside dell'Istituto di Psicologia dell'Università Gregoriana.
Zollner è considerato uno dei maggiori esperti religiosi nel campo della tutela dagli abusi sessuali, in particolare nella Chiesa cattolica. 
È membro della Pontificia Commissione per la Protezione dei Minori fin dalla sua nascita nel 2014 Confermata nuovamente il 17 Febbraio 2018. È Preside dell’Istituto di Antropologia (Studi interdisciplinari sulla dignità umana e sulla cura delle persone vulnerabili) (IADC) presso la Pontificia Università Gregoriana. L’Istituto di Antropologia è erede e continuatore del CCP, fondato a Monaco nel Gennaio 2012 e trasferito nella Pontificia Università Gregoriana di Roma nel Febbraio 2015. Nel biennio 2010–2011 è stato membro del Gruppo di lavoro scientifico della “Tavola rotonda sulla violenza sui minori”  istituita dal Governo Federale tedesco.
È anche Professore onorario del Dipartimento di Teologia e Religione dell’Università di Durham (Inghilterra). Il 1º aprile 2017, Papa Francesco lo ha nominato consultore della Congregazione per il Clero.
Fino ad ottobre 2020, ha viaggiato in 70 paesi per richiamare l’attenzione di seminari e conferenze episcopali sul bisogno di sviluppare una consapevolezza e stabilire misure per il safeguarding. Hans Zollner considera la tutela dei minori come uno dei principali compiti di cui la Chiesa cattolica si deve preoccupare.

## Pubblicazioni e contributi
- Articles and books by Fr. Hans Zollner, SJ Archiviato il 1º settembre 2021 in Internet Archive.
- Curriculum Vitae of Fr. Hans Zollner, SJ Archiviato il 7 novembre 2020 in Internet Archive.
- Kindesschutzmaßnahmen und -konzepte auf Ebene der katholischen Ortskirche: Was passierte in der Weltkirche?
- The Child at the Center: What Can Theology Say in the Face of the Scandals of Abuse?, in: Theological Studies 2019, Vol. 80(3), 692–710; DOI: 10.1177/0040563919856867
- voce “Abuso sessuale di minore”, in: P. BENANTI, F. COMPAGNONI, A. FUMAGALLI, G. PIANA (a cura di), Teologia morale (Dizionari San Paolo), Alba (CN) 2019, 5-13
- Formation of Priests: Assessing the Past, Reflecting on the Present, Imagining the Future, in: DECLAN MARMION, MICHAEL MULLANEY, SALVADOR RYAN (ed.), Models of Priestly Formation. Assessing the Past, Reflecting on the Present, and Imagining the Future, Collegeville/MI 2019, 163-177
  - in Spagnolo: Formación de Sacerdotes: Evaluar el pasado, reflexionar sobre el presente, imaginar el futuro, in: Razón y Fe, t. 280, nº 1442, pp. 263–277
- Kirchenleitung und Kinderschutz. Theologie im Kontext des Kinderschutzgipfels 2019, in: MATTHIAS REMENYI, THOMAS SCHÄRTL (Hgg.), Nicht ausweichen: Theologie angesichts der Missbrauchskrise, Regensburg 2019, 189-200
- Prävention von Missbrauch Minderjähriger und Schutzbefohlener in der katholischen Kirche. Entwicklungen und Reflexionen, in: Erwachsenenbildung 66 (2020), n. 1, 4-7
- The Spiritual Wounds of Abuse, in: La Civiltà Cattolica - English Edition 1 (2017), 1, 16-26
 Altre lingue disponibili:
  - „Mein Gott, warum hast du mich verlassen?“Spiritualität und der Umgang mit Missbrauch, in: Geist und Leben 90 (2017), 167-175
  - “Dios mío, ¿por qué me has abandonado?” Espiritualidad y manejo del abuso a menores, in: Razón y Fe, t. 275, nº 1422 (2017), pp. 323–333
  - “Meu Deus, Porque Me Abandonaste?” Espiritualidade e conduta perante o abuso, in: Brotéria, April 2017, vol. 184, pp. 497–511
  - «Ma mère, l’Église, m’a abandonné » Aspects spirituels de l’abus et de son déni, in: Christus, Avril 2017, nº 254, pp. 92–100
- Insieme a BETTINA BÖHM, JÖRG FEGERT, & HUBERT LIEBHARDT, Child Sexual Abuse in the Context of the Roman Catholic Church: A Review of Literature from 1981–2013, in: Journal of Child Sexual Abuse 23 (2014), 635-656; DOI:10.1080/10538712.2014.929607
- Insieme a CHARLES J. SCICLUNA & DAVID J. AYOTTE (eds.), Toward Healing and Renewal. The 2012 Symposium on the Sexual Abuse of Minors Held at the Pontifical Gregorian University. Editor, English Edition: Timothy J. Costello. New York/ Mahwah (NJ): Paulist Press, 2012 (published in 12 languages)
- Insieme a GIOVANNI CUCCI, Church and the Abuse of Minors, Anand/Gujarat (India): Gujarat Sahitya Prakash, 2013 (pubblicato in 9 lingue)

### Attività di coordinamento comitati
- Presidenza del Comitato Direttivo del Congresso “Verso la Guarigione e il Rinnovamento” sugli Abusi Sessuali dei Minori (Pontificia Università Gregoriana, 6-9 febbraio 2012)[1]
- Presidenza del Comitato Direttivo del Congresso “Child Dignity in the Digital World” (Pontificia Università Gregoriana, 3-6 ottobre 2017)[11]
- Coordinatore del Comitato Organizzatore dell’incontro dei presidenti delle Conferenze Episcopali e dei Superiori Generali sulla Protezione dei Minori (Città del Vaticano, 21-24 Febbraio 2019)[4]

### Attività editoriali
- Collaboratore della rivista “Religions” (Basel/Switzerland)[11]
- Membro del Comitato Scientifico della rivista “Studia Moralia” (Accademica Alfonsiana/Roma)[11]
- Membro del Comitato Scientifico di “Auribus” – Centro giuridico-canonico per i casi di abusi e violenza (Claretianum/Roma)[11]